# Plecia parvistylata
Plecia parvistylata är en tvåvingeart som beskrevs av Hardy 1942. Plecia parvistylata ingår i släktet Plecia och familjen hårmyggor.
Artens utbredningsområde är Guatemala. Inga underarter finns listade i Catalogue of Life.